# Port lotniczy Fort Chipewyan
Port lotniczy Fort Chipewyan (IATA: YPY, ICAO: CYPY) – regionalny port lotniczy położony 5,5 kilometra na północny wschód od Fort Chipewyan, w prowincji Alberta, w Kanadzie.

## Drogi startowe i operacje lotnicze
Operacje lotnicze wykonywane są z asfaltowej drogi startowej:
- RWY 04/22, 1524 × 45 m